# As Nasty As They Wanna Be
As Nasty As They Wanna Be è il terzo album in studio del gruppo Miami bass statunitense 2 Live Crew, pubblicato nel 1989.
Nel 1990, la Corte distrettuale degli Stati Uniti per il distretto meridionale della Florida stabilì che l'album era condannato per oscenità: As Nasty As They Wanna Be divenne così il primo album nella storia della musica ad essere considerato legalmente osceno. Il giudice distrettuale federale Jose Gonzalez stabilì che era proibito, e che i commercianti nelle diverse contee che ricadevano sotto la sua giurisdizione avrebbero potuto essere arrestati se avessero osato venderlo nei propri negozi. Ad esempio, il 28 settembre, un negoziante di Sarasota (Florida) venne arrestato per aver provato a vendere il disco. Successivamente, il 9 giugno 1990, tre membri della band furono arrestati dall'allora sceriffo Nick Navarro mentre eseguivano alcuni brani del disco in uno strip club nella contea di Broward, in Florida.
Addirittura, sempre nel 1989, ne venne pubblicata una versione clean: As Clean As They Wanna Be.

## Tracce
1. Me So Horny – 4:36
2. Put Her in the Buck – 3:57
3. Dick Almighty – 4:53
4. C'mon Babe – 4:43
5. Dirty Nursery Rhymes – 3:05
6. Break It on Down – 3:59
7. 2 Live Blues – 5:14
8. I Ain't Bullshittin' – 4:27
9. Get Loose Now – 4:36
10. The Fuck Shop – 3:24
11. If You Believe in Having Sex – 3:51
12. My Seven Bizzos – 4:18
13. Get the Fuck out of My House – 4:37
14. Reggae Joint – 4:14
15. Fraternity Record – 4:47
16. Bad Ass Bitch – 4:03
17. Mega Mixx III – 5:44
18. Coolin' – 5:02